# アルフォンス・シンブ
アルフォンス・シンブ（Alphonce Simbu、1992年2月14日 - ）は、タンザニアの陸上競技選手。専門はマラソン。2016年のリオデジャネイロオリンピックの男子マラソンに出場し、5位入賞となった。2021年の東京オリンピックでも同種目に出場し、7位入賞となった。

## 主な戦績
| 年   | 大会                   | 開催地           | 種目     | 順位   | 記録          | 備考     |
| ---- | ---------------------- | ---------------- | -------- | ------ | ------------- | -------- |
| 2011 | アフリカ競技大会       | マプト           | 10000m   | 8位    | 29分58秒20    | 自己記録 |
| 2015 | 世界陸上競技選手権大会 | 北京             | マラソン | 12位   | 2時間16分58秒 |          |
| 2016 | オリンピック           | リオデジャネイロ | マラソン | 5位    | 2時間11分15秒 |          |
| 2017 | 世界陸上競技選手権大会 | ロンドン         | マラソン | 3位    | 2時間09分51秒 |          |
| 2019 | 世界陸上競技選手権大会 | ドーハ           | マラソン | 16位   | 2時間13分57秒 |          |
| 2021 | オリンピック           | 東京             | マラソン | 7位    | 2時間11分35秒 |          |
| 2022 | コモンウェルスゲームズ | バーミンガム     | マラソン | 準優勝 | 2時間12分29秒 |          |
| 2023 | 世界陸上競技選手権大会 | ブダペスト       | マラソン |        | 途中棄権      |          |

## 記録
| 種目     | 記録          | 年月日        | 場所   | 備考 |
| -------- | ------------- | ------------- | ------ | ---- |
| 10000m   | 29分58秒20    | 2011年9月12日 | マプト |      |
| マラソン | 2時間06分19秒 | 2023年2月26日 | 大阪   |      |